# ハルカミホの女子会
『ハルカミホの女子会』（ハルカミホのじょしかい）は、FM AICHIで2011年4月から2012年3月まで放送されていたラジオ番組である。

## 概要
- 放送時間：日曜24:30 - 25:00（30分）
- パーソナリティは、ハルカミホ、まり、山内ナオの3名（初期）。2011年9月よりハルカと山内の2名に準レギュラーとして野田ひろみが加わる。
- 女性限定のラジオ番組を主旨としており、毎回、東海地区を中心に活躍するオールジャンルの女性をゲストで招いていた。

## 過去に出演した主なゲスト
- パパイヤ鈴木
- しがせいこ
- sweet lily
- 名古屋KARA
- あいち戦国姫隊